# Jamar Smith (Basketballspieler, 1987)
Jamar Smith (* 7. April 1987 in Peoria, Illinois) ist ein US-amerikanischer Basketballspieler. Nach dem Studium in seinem Heimatland begann er 2010 eine Karriere als Profi. Nach einem Jahr in der NBA Development League (D-League) und einem Engagement in Venezuela spielt er seitdem in zur FIBA Europa zählenden Spielklassen. Mit dem israelischen Verein Hapoel Gilboa Galil gewann Smith die Balkan-Liga 2012/13. Seit der Saison 2014/14 spielt Smith für Limoges CSP in Frankreich.

## Karriere
Smith ging zum Studium an die University of Illinois at Urbana-Champaign (UIUC), der größten Universität seines Heimatstaates. Dort spielte er ab 2005 für die Hochschulmannschaft Fighting Illini in der Big Ten Conference der NCAA Division I. Nachdem Deron Williams Profi in der NBA geworden war, konnte die Mannschaft die Conference-Meisterschaft der Big Ten aus dem Vorjahr nicht verteidigen und erreichte in der landesweiten NCAA-Endrunde 2006 die zweite Runde, in der man gegen die Huskies der University of Washington verlor. In seinem zweiten Jahr als Sophomore hatte Smith mit Knöchelverletzungen zu kämpfen, bevor er im Februar 2007 in einen Autounfall verwickelt war, bei dem sein Mannschaftskamerad Brian Carlwell ernsthaft verletzt wurde. Die Umstände des Unfalls führten zur Entlassung von Smith aus dem Kader der Fighting Illini, der daraufhin sein Studium an der University of Southern Indiana fortsetzte, wo er von 2008 noch zwei Jahre für die Hochschulmannschaft Screaming Eagles in der Division II der NCAA spielte. Mit den Eagles erreichte er einmal die landesweite Endrunde der Division II 2009, in der man in der zweiten Runde ausschied. In seinem Abschlussjahr gelangen Smith knapp 22 Punkte pro Spiel und er wurde als einer der besten Spieler der Division II zu einem All-American gekürt.
Obwohl seine Studienzeit nicht die besten Voraussetzungen für eine professionelle Karriere bot, schaffte Smith 2010 den Sprung in den Kader der Maine Red Claws an der Nordostküste der Vereinigten Staaten, wo er in der D-League spielte. Bei dem Farmteam von NBA-Klubs konnte sich Smith jedoch nicht für einen Kaderplatz in der am höchsten dotierten Profiliga NBA empfehlen. Nachdem er nach Saisonende in der D-League noch in Venezuela für die Guaiqueríes von der Isla Margarita gespielt hatte, setzte er daher seine Karriere in Europa fort, wo er in der Saison 2011/12 für den tschechischen Verein aus Prostějov spielte. In der Finalserie der Meisterschaft verlor die Mannschaft zum dritten Mal in Folge gegen den dominierenden Serienmeister ČEZ Nymburk. Smith absolvierte in der Saisonvorbereitung der NBA 2012/13 noch einmal Einsätze für die Boston Celtics, die das Farmteam Red Claws nun alleine übernommen hatten. Zwei Wochen vor Saisonstart wurde Smith jedoch bei den Celtics entlassen, so dass er für sich die Saison 2012/13 dem israelischen Verein Hapoel Gilboa Galil aus Gan Ner anschloss, für den bereits sein ehemaliger Illini-Mannschaftskamerad Brian Randle gespielt hatte. Gilboa Galil spielte als Gastmannschaft in der Balkan International Basketball League (BIBL), in der man den Titelgewinn aus dem Vorjahr 2013 wiederholen konnte. In der nationalen Meisterschaft der Ligat ha’Al verlor man als siebtplatzierte Mannschaft in den Viertelfinal-Play-offs gegen den späteren Titelgewinner Maccabi Haifa.
Zur Saison 2013/14 wurde Smith für zwei Jahre zusammen mit seinem Mannschaftskameraden Rakim Sanders vom deutschen Meister Brose Baskets aus Bamberg verpflichtet. In der EuroLeague 2013/14 scheiterte man knapp am Erreichen der Zwischenrunde im höchsten europäischen Vereinswettbewerb und schied dann auch im Eurocup 2013/14 frühzeitig aus. Der dritte Platz im Beko BBL-Pokal 2014 sowie das Ausscheiden in der ersten Play-off-Runde der Basketball-Bundesliga 2013/14 bedeutete für den bisherigen Serienmeister eine herbe Enttäuschung, die zur Entlassung des Trainers und dem Rücktritt des Sportdirektors führte. Nach dieser Spielzeit wechselte Smith zum französischen Meister Limoges CSP.